# Сеул (футбольний клуб)
Футбольний клуб «Сеул» або просто ФК «Сеул» (кор. FC서울) — корейський футбольний клуб з міста Сеул, який виступає в К-лізі.

## Досягнення

### Національні
- К-Ліга
  -  Переможець (6): 1985, 1990, 2000, 2010, 2012, 2016
  -  Срібний призер (5): 1986, 1989, 1993, 2001, 2008

- Кубок Південної Кореї
  -  Володар (2): 1998, 2015
  -  Фіналіст (3): 2014, 2016, 2022

- Кубок ліги
  -  Володар (2): 2006, 2010
  -  Фіналіст (4): 1992, 1994, 1999, 2007

- Суперкубок Південної Кореї
  -  Володар (1): 2001
  -  Фіналіст (1): 1999

- Національний Футбольний Чемпіонат
  -  Володар (1): 1988

### Континентальні
- Ліга чемпіонів АФК
  -  Фіналіст (2): 2001–02, 2013

## Відомі гравці
| - Графіте - Аббас Обід - Ерік Пелцис - Кікі Мусампа - Олег Єлишев - Євгеній Жиров - Геннадій Степушкін - Олексій Щиголев - Валерій Саричев - П'японг П'є-оун - Володимир Савченко | - Сергій Скаченко - Роберто Лусардо - Юкка Коскінен - Деян Дам'янович - Кім Донджін - Кім Джуйон - Лі Йонпхьо - Пак Чу Йон - Сервер Джепаров |